# حنو (لحج)
حنو هي إحدى قرى الجمهورية اليمنية. تتبع جغرافيا لمحافظة لحج و إداريًا لمديرية المقاطرة. يبلغ تعداد سكانها 1011 نسمة حسب الإحصاء الذي أجري عام 2004.